# Aylmer Cavendish Pearson

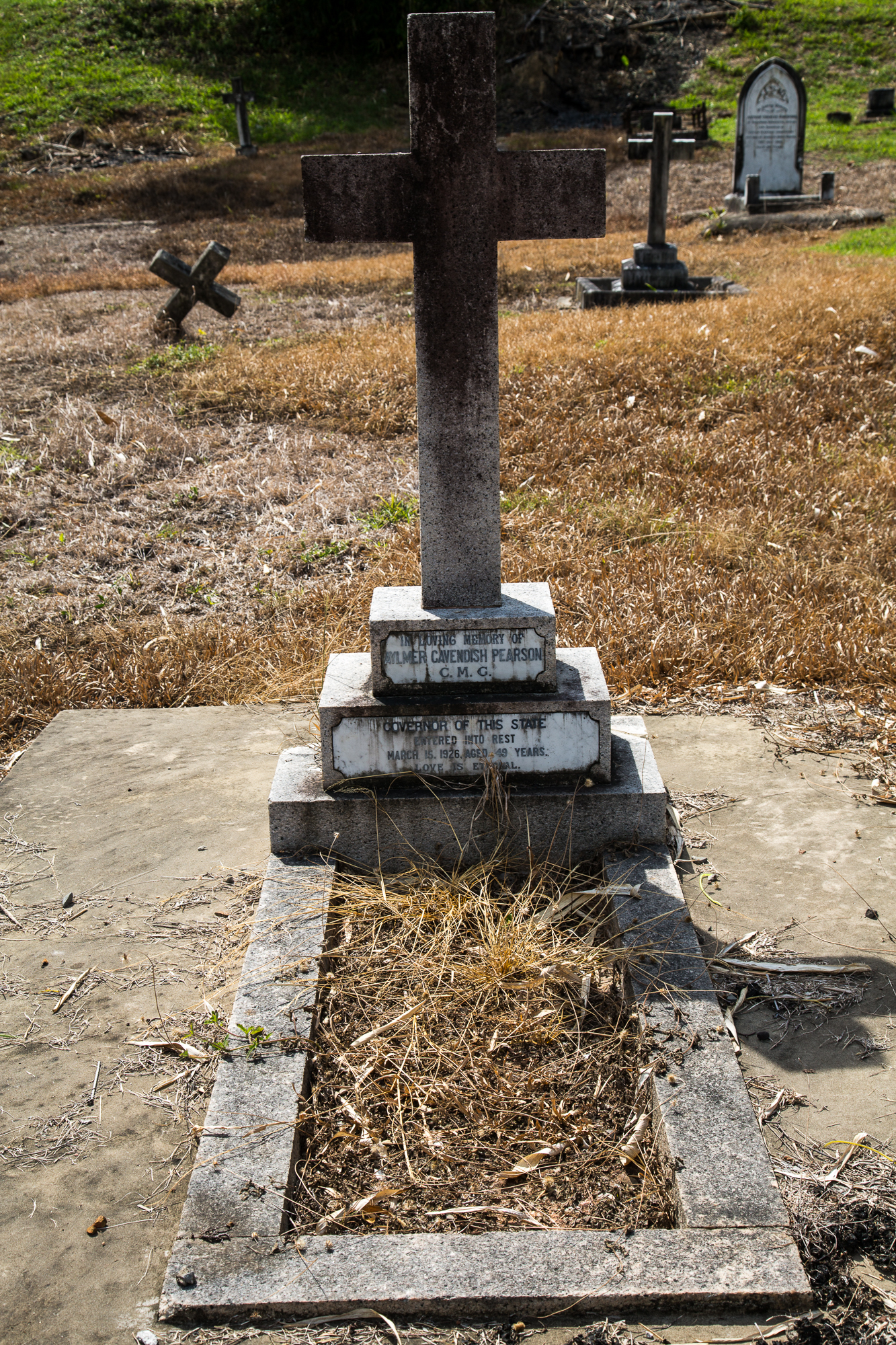
Grabstein auf dem alten anglikanischen Friedhof in Kota Kinabalu (früher „Jesselton“) Aylmer Cavendish Pearson CMG

Aylmer Cavendish Pearson (* 1876; † 1926) war ein britischer Kolonialgouverneur in Britisch-Nordborneo.
In seiner ersten Amtszeit wurde er 1919 von seinem Stellvertreter F.W. Fraser vertreten. Nach dem Tod seines Nachfolgers Sir William Henry Rycroft übernahm er das Gouverneursamt 1925 ein zweites Mal für die Dauer eines Jahres.